# أبو الحسن علي (حاكم مأموني)
أبو الحسن علي (تُوفي حوالي عام 1009 م) كان حاكمًا لخوارزم (منطقة واحة كبيرة على دلتا نهر جيحون في غرب آسيا الوسطى) من عام 997 حتى وفاته حوالي عام 1009 م. وهو العضو الثاني في الدولة المأمونية، وهو ابن مأمون الأول بن محمد.
في عام 997 م، تولى علي حكم خوارزم بعد وفاة والده. لا يُعرف الكثير عن حكمه، لكن إمارته كانت تابعة للقراخانيين، منافسي الغزنويين. تُوفي حوالي عام 1009 م وخلفه أخوه أبو العباس المأمون.